# San Lorenzo (Oaxaca)
San Lorenzo es una localidad del estado mexicano de Oaxaca. Es cabecera del municipio de San Lorenzo.

## Demografía
| Censo | Población |
| ----- | --------- |
| 1900  | 561       |
| 1910  | 589       |
| 1921  | 491       |
| 1930  | 485       |
| 1940  | 612       |
| 1950  | 679       |
| 1960  | 860       |
| 1970  | 1049      |
| 1980  | 1211      |
| 1990  | 1557      |
| 1995  | 1734      |
| 2000  | 1924      |
| 2005  | 2019      |
| 2010  | 2079      |
| 2020  | 1986      |